# Krajinka (film)
Krajinka (anglicky Landscape) je česko-slovenský film z roku 2000. Vypráví o místě, které se ztratilo z mapy.

## Obsazení
| Ivan Gontko     | otec        |
| Jana Segešová   | matka       |
| Anton Vaculík   | dr. Roth    |
| Vilma Cibulková | paní Agáta  |
| Csongor Kassai  | Cypro       |
| Jiří Pecha      | Cyril Polka |
| Marta Rašlová   | hospodyně   |
| Peter Bzdúch    | hospodář    |
| Andrej Jursa    | řezník      |

## Přijetí
Film byl po svém uvedení do kin přijat velmi pozitivně. Šulíkův pohled na slovenskou historii pomocí humorných příběhů měl úspěch nejen na Slovensku, ale i v zahraničí. Jeho světová premiéra se odehrála na MFF v Torontu. Filmový publicista Radovan Holub nazval Šulíka „mistrem pikareskního filmu, který má k dějinám vztah poutníka“. Dále uvádí: „To co dělá Šulík je v dnešním kině neobvyklé a jiné. Může to zaujmout západní publikum, prosycené tisíci příběhy na dořešení“. Přesto, že díky Krajince se zapomenutá Slovenská země dostala do povědomí i v zahraničí, snaha vnímat její historii a lidi v ní na základě jednoho filmu by bylo neadekvátní, stejně jako snaha najít v tomto filmu jakési politické poselství. Film by měl vyjadřovat národní hrdost, jako je tomu zvykem v hollywoodských filmech. 
Český kritik Jan Jaroš přirovnává film k Dekameronu, „jehož novodobými variacemi neschází ani laskavost, ani erotika, ani dojetí, ani smířlivost. Nechyběla ani vynalézavá pointa. Krajinka je snímek, který je výjimečný, protože dokázal pevně skloubit výtvarné i motivátorské ozvláštnění“. 